# Cecilia Hidalgo Tapia
Maria Cecilia Tapia Hidalgo, cũng được biết với tên Cecilia Tapia Hidalgo, là một nhà hóa sinh học người Chile và là giảng viên tại Đại học Chile. Năm 2006 cô nhận Giải thưởng Khoa học Tự nhiên Quốc gia Chile và trở thành người phụ nữ đầu tiên nhận được giải đó.

## Tiểu sử
Hidalgo hoàn tất chương trình cử nhân của mình tại đại học Chile, tốt nghiệp với bằng hóa sinh học vào năm 1965. Bốn năm sau, cô lấy bằng tiến sĩ cũng tại đại học Chile. Sau này cô đi tới Mỹ để học tiếp sau tiến sĩ tại Viện Sức khỏe Quốc gia. Từ năm 1992 đến năm 1993 cô được nhận học bổng Guggenheim.